# Towarzystwo Społeczno-Kulturalne Niemców na Śląsku Opolskim
Towarzystwo Społeczno-Kulturalne Niemców na Śląsku Opolskim (TSKN, niem. Sozial-Kulturelle Gesellschaft der Deutschen im Oppelner Schlesien) powstało w 1990 roku w Gogolinie z inicjatywy Johanna Krolla (Jana Króla). Zajmuje się promowaniem niemieckiej kultury na terenach Śląska Opolskiego głównie poprzez edukację młodzieży oraz dzieci. Jest ono najważniejszym stowarzyszeniem mniejszości niemieckiej w Polsce. W wyborach parlamentarnych TSKN wystawia swoich kandydatów z listy komitetu wyborczego „Mniejszość Niemiecka”.

## Struktura

### Członkowie
Członkiem zwyczajnym Towarzystwa może być każda osoba narodowości niemieckiej zamieszkała na obszarze działania Towarzystwa. Członkiem honorowym Towarzystwa może być każda osoba fizyczna narodowości, pochodzenia niemieckiego, a także innej narodowości i innego terenu powołana przez Walne Zebranie Koła i zatwierdzonego przez Zarząd Towarzystwa. Członkiem wspierającym Towarzystwa może być każda osoba fizyczna bez względu na narodowość i miejsce zamieszkania, a także każda osoba prawna, która zadeklaruje wspieranie Towarzystwa.

### Oddziały terenowe TSKN

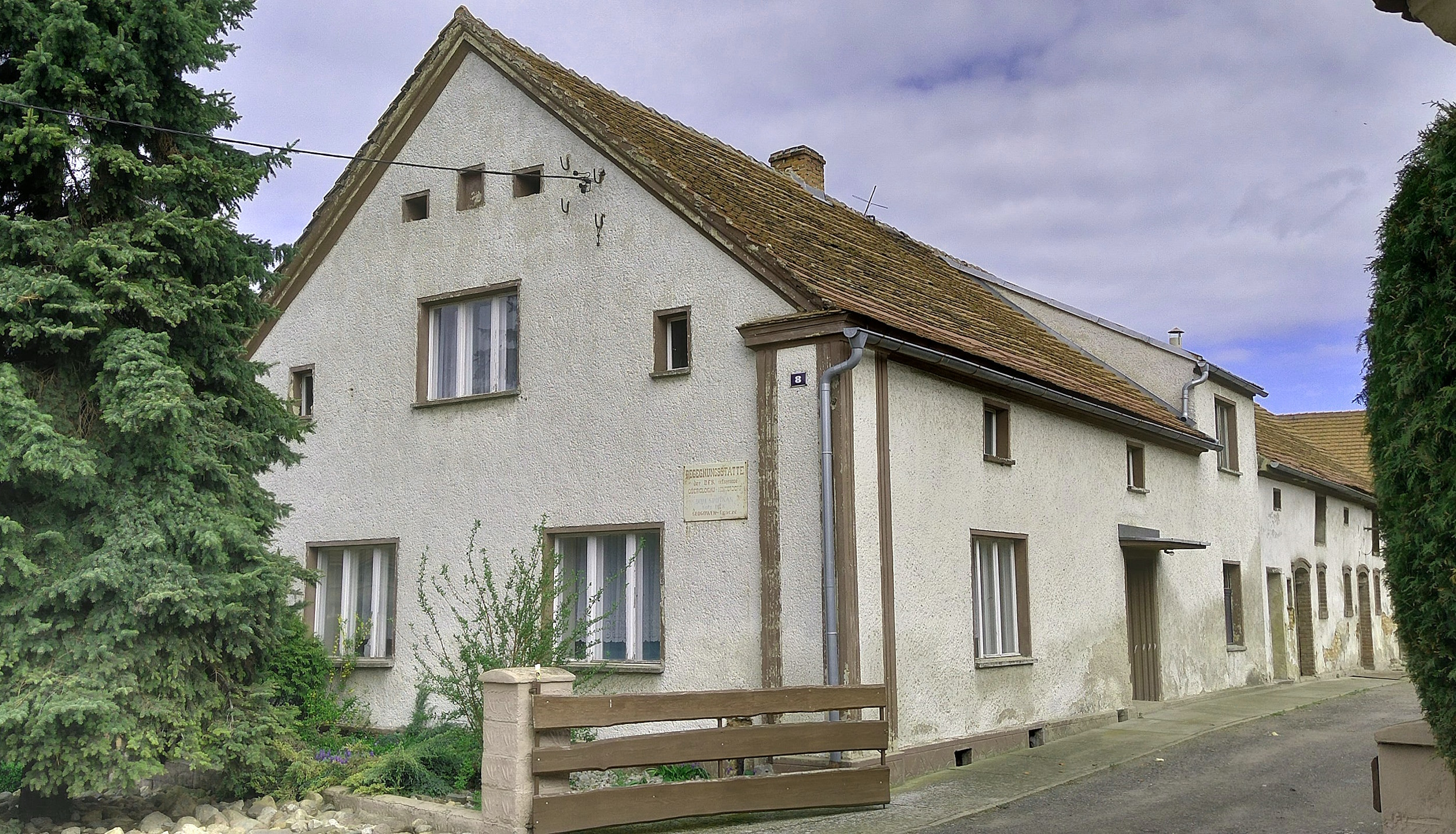
Dom spotkań DFK Głogówek-Oracze

Członkowie TSKN skupiają się w oddziałach terenowych tzw. Niemieckich Kołach Przyjaźni / Deutsche Freundschaftskreise potocznie zwanymi kołami DFK. Koło DFK może być organizowane jeżeli liczba członków wynosi co najmniej 15 osób pełnoletnich. Każde koło DFK, co cztery lata, podczas zebrania sprawozdawczo-wyborczego wybiera zarząd koła oraz delegatów do gminnych. Obecnie liczba kół DFK skupionych w województwie opolskim oraz w powiecie lublinieckim województwa opolskiego wynosi 330 kół.
Koła DFK występują w gminach: Biała, Bierawa, Chrząstowice, Ciasna, Cisek, Dąbrowa, Dobrodzień, Dobrzeń Wielki, Izbicko, Głogówek, Głuchołazy, Gogolin, Gorzów Śląski, Jemielnica, Kędzierzyn-Koźle, Kluczbork, Kolonowskie, Komprachcice, Korfantów, Krapkowice, Lasowice Wielkie, Leśnica, Lubliniec, Łubniany, Murów, Namysłów, Nysa, Olesno, Opole, Ozimek, Pawłowiczki, Polska Cerekiew, Popielów, Prudnik, Radłów, Reńska Wieś, Prószków, Strzelce Opolskie, Strzeleczki, Tarnów Opolski, Turawa, Ujazd, Walce, Zawadzkie, Zdzieszowice, Zębowice.

### Zarząd Gminny
W miejsko-gminnych i gminnych wchodzą przedstawiciele członków kół DFK działających na obszarze właściwej gminy. Podczas zebrania sprawozdawczo-wyborczego spośród delegatów wybrany zostaje zarząd gminny DFK na czteroletnią kadencję, delegaci do zarządu powiatowego DFK oraz delegaci na Walne Zebranie TSKN. Obecnie w strukturze Towarzystwa jest 47 zarządów gminnych.

### Zarząd Powiatowy
w skład zarządów powiatowych wchodzą przedstawiciele członków kół DFK działających na obszarze właściwego powiatu. Podczas zebrania sprawozdawczo-wyborczego spośród delegatów wybrany zostaje zarząd powiatowy DFK na czteroletnią kadencję. Obecnie w strukturze Towarzystwa jest 7 zarządów powiatowych.

### Zarząd wojewódzki / Władze Towarzystwa[2]
- Rafał Bartek – przewodniczący
- Ryszard Galla – wiceprzewodniczący
- Norbert Rasch – wiceprzewodniczący
- Sylwia Kus – sekretarz
- Aneta Knuta-Zawada – skarbnik
- Kryspin Cieplik – członek Zarządu
- Zuzanna Donath-Kasiura – członek Zarządu
- Joanna Hassa – członek Zarządu
- Roman Kolek – członek Zarządu
- Krzysztof Wysdak – członek Zarządu
- Róża Zgorzelska – członek Zarządu

## Działalność Towarzystwa
Do najważniejszych projektów realizowanych przez TSKN należą: Dni Kultury Niemieckiej na Śląsku Opolskim, Niemieckojęzyczne Szkółki Piłkarskie, Tranzytowe Miejsca Pracy – Import Modeli wsparcia dla szczególnie wrażliwych grup na rynku pracy”, Wojewódzki Konkurs Języka Niemieckiego dla gimnazjalistów, Wojewódzki Konkurs Języka Niemieckiego dla uczniów szkół podstawowych, Konkurs Recytatorski w j. niemieckim „Młodzież recytuje poezję”, Konkurs Piosenki Niemieckiej „Superstar”, Ogólnopolski Konkurs Literacki „In der Sprache des Herzens”, koordynowanie kursów j. niemieckiego w strukturach terenowych TSKN, koncerty zespołów artystycznych TSKN, Oktoberfest. 
Działania TSKN - także te finansowane przez RFN, adresowane są zwykle do wszystkich mieszkańców województwa i kraju, bez względu na przynależność narodową.